# Plagiopylida
Ordre
Les Plagiopylida sont un ordre de Ciliés de la classe des Kinetofragminophora.

## Liste des familles
Selon GBIF (30 avril 2023) :
- Plagiopylidae Schewiakoff, 1896
- Sonderiidae Small & Lynn, 1985

## Systématique
Le nom valide de ce taxon est Plagiopylida Jankowksi, 1978.